# Puente de suspensión con tablero superior
Un puente de suspensión con tablero superior es un tipo inusual de puente colgante que se desarrolló a principios del siglo XIX. Se diferencia de su antepasado, el puente de suspensión simple, en que el tablero está colocado sobre postes por encima de los cables principales.

## Características

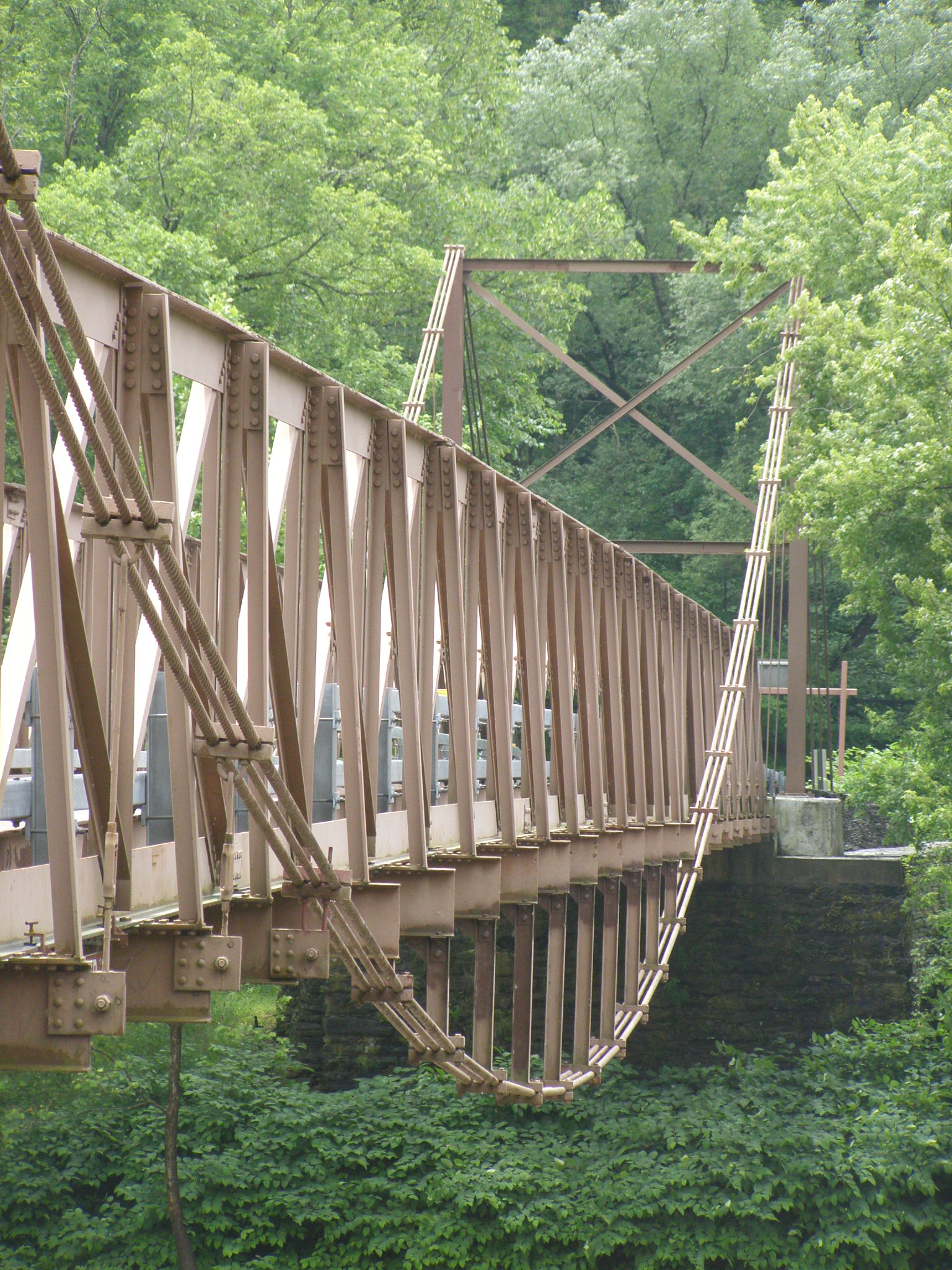
Puente de Kellams

La plataforma elevada es menos estable que una plataforma colocada directamente o colgada debajo de los cables, y se han construido muy pocos puentes de este tipo. Un ejemplo es el Puente des Bergues, obra de Guillaume-Henri Dufour (1834). y  Micklewood Bridge de James Smith. Robert Stevenson propuso una solución similar en 1820 para un puente sobre el río Almond entre Edimburgo y Queensferry, y Armstrong para un puente en Clifton. Parte de la calzada en el lado de tierra de los pilares del Puente de Hammersmith se construyó de esta manera. También se sabe que a finales del siglo XIX y principios del XX se construyeron algunos puentes de este tipo.
El puente Micklewood, construido en Doune (Escocia), fue el primero de este tipo. Tenía un luz de 103 pies (31,4 m) y los cables principales eran cadenas, lo que lo convierte también en un ejemplo de puente de cadenas. El tablero era rígido y relativamente estable debido a los pesados tirantes transversales.
El único puente colgante con tablero superior que queda en los Estados Unidos es el Puente de Kellams que cruza el río Delaware superior entre Nueva York y Pensilvania. Lleva el nombre de su constructor.